# 제부치 (몰타섬)

제부치(몰타섬)의 위치

제부치(몰타어: Żebbuġ)는 몰타의 몰타섬에 위치한 도시로 면적은 8.7km2, 인구는 11,715명(2011년 3월 기준), 인구 밀도는 1,300명/km2이다. 도시 이름은 몰타어로 "올리브"를 뜻한다.

시기
시 문장